# Bockholtz
Bockholtz (Luxemburgs: Boukels) is een plaats in de gemeente Goesdorf en het kanton Wiltz in Luxemburg.
De plaats heeft 60 inwoners en ligt 36 km van de stad Luxemburg. Bockholtz staat bekend om de motorcrosssport.

## Geschiedenis
Bockholtz wordt in 1281 voor het eerst genoemd als Boyheltze en ook als Boycholz, dit was bij een goederenschenking. In 1334 wordt de plaats Boholtz genoemd en in 1471 Boicholtz. De naam van de plaats is afgeleid van Boek-Hout.
De eerst bekende kapel van Bockholtz werd in 29 oktober 1605 door de bisschop van Tangaste, Mgr. Andreas Strengnart ingewijd. Deze werd in 1734 gesloopt. De huidige kapel kwam een jaar later klaar, maar stond op een andere plek. Het is niet bekend waarom de kapel tussen 1768-1769 grotendeels werd gerenoveerd. In 1741 werd er voor de eerste keer het patronale feest van Sint Valentius gehouden.

## Galerij

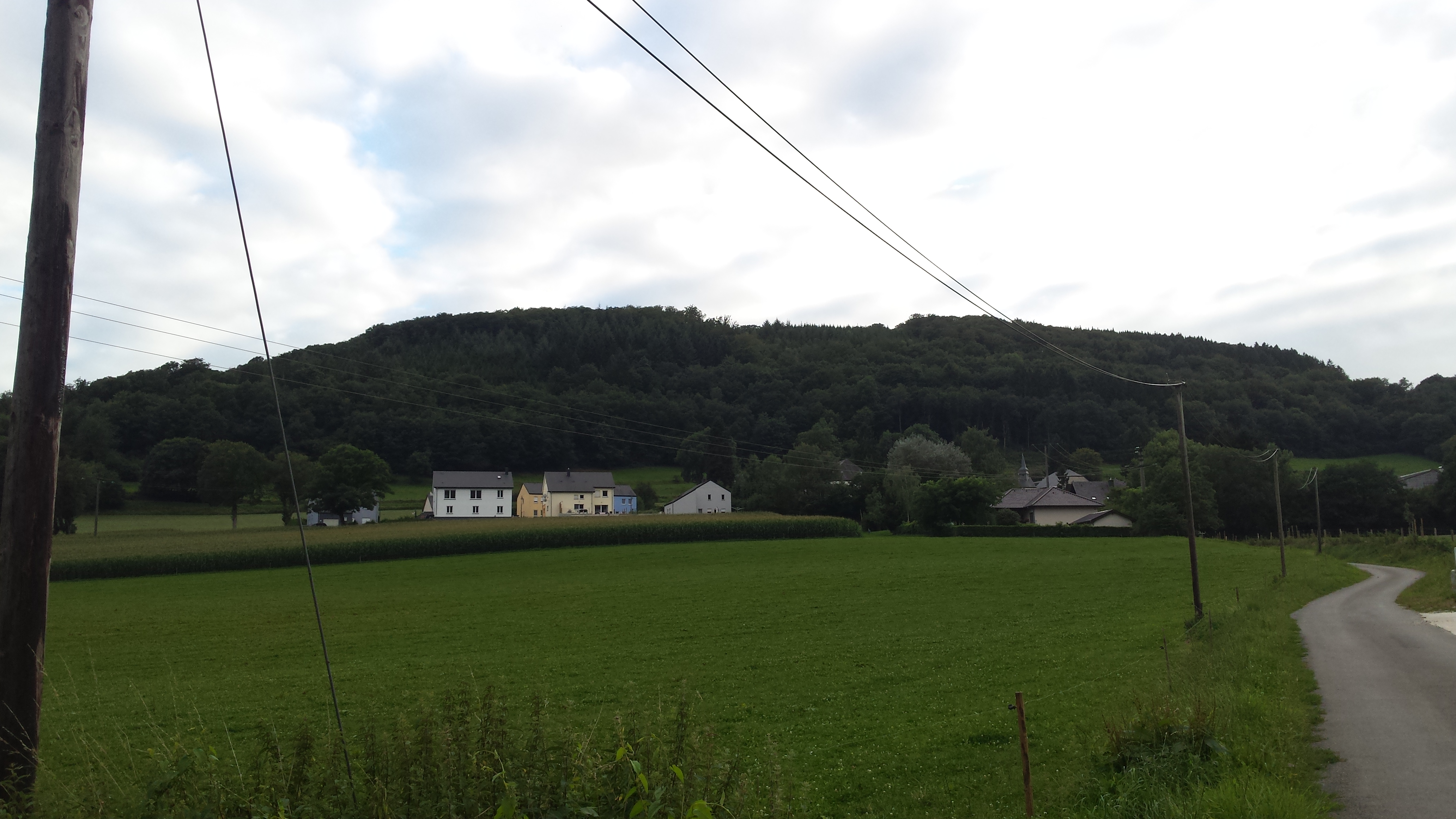
Uitzicht op Bockholtz
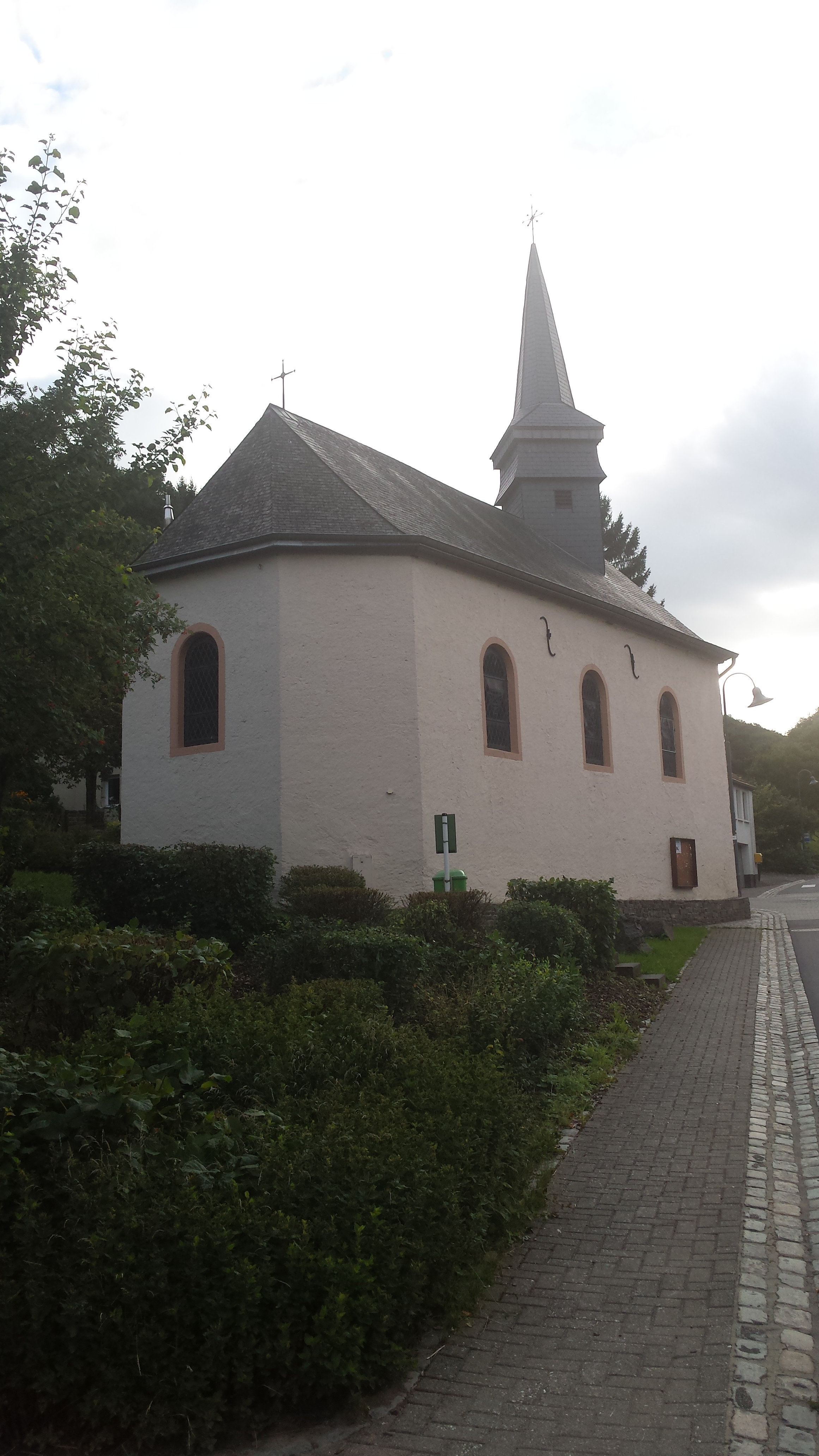
Kapel van Bockholtz